# Abel Nunatak
Abel Nunatak är en nunatak i Antarktis. Den ligger på Antarktishalvön i Västantarktis. Argentina, Chile och Storbritannien gör anspråk på området. Toppen på Abel Nunatak är 129 meter över havet.
Terrängen runt Abel Nunatak är varierad. En vik av havet är nära Abel Nunatak åt sydost. Trakten är obefolkad. Det finns inga samhällen i närheten. 